# Apeninos centrales

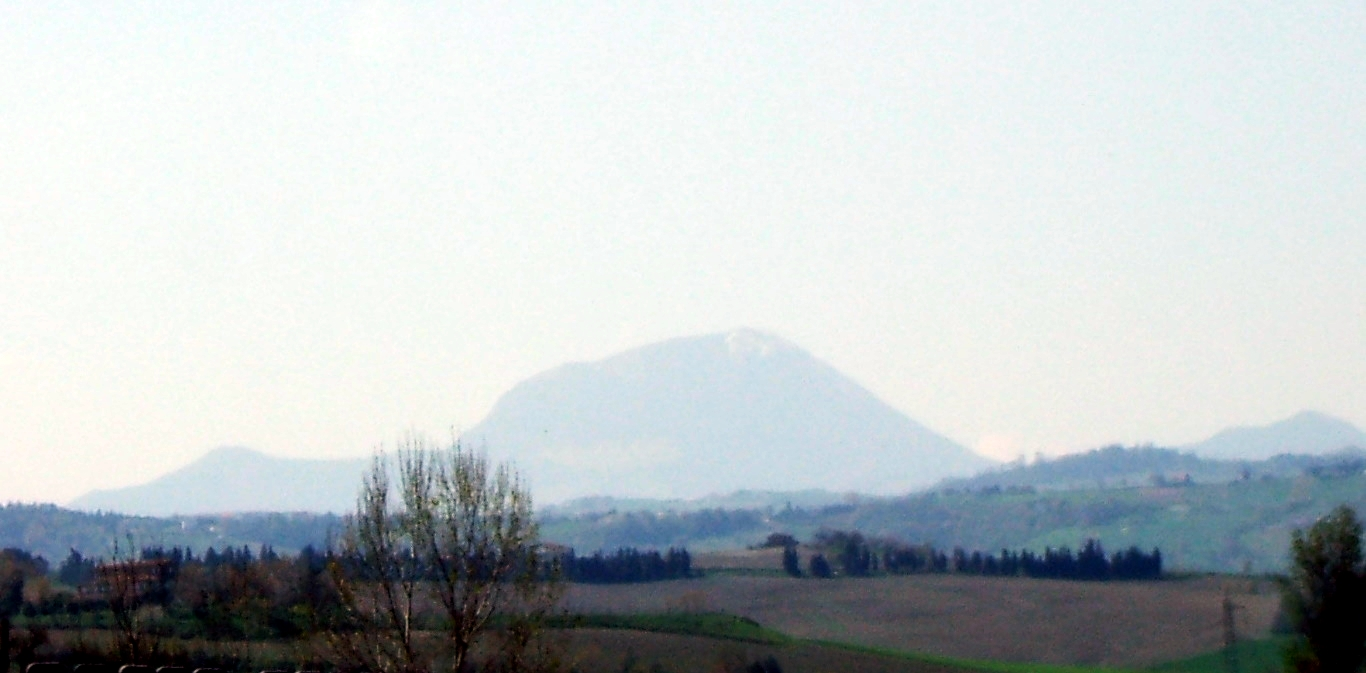
Monte San Vicino, en los Apeninos umbros.

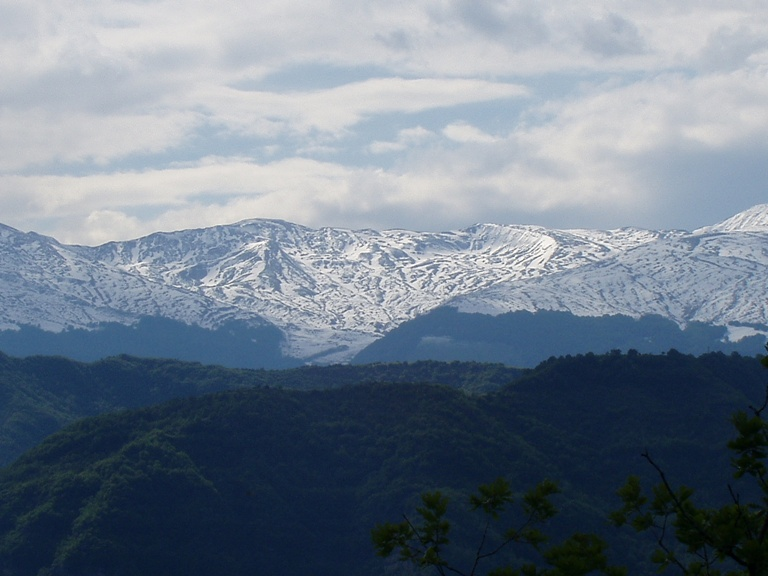
Montes de la Laga, en la cadena oriental de los Apeninos abrucenses.

Los Apeninos centrales (en italiano Appennino centrale) es una subdivisión de la cadena de los Apeninos. Los Apeninos centrales se extienden de la Bocca Serriola (donde se une con los Apeninos septentrionales) a la Bocca di Forlì (donde se une con los Apeninos meridionales).

## Subdivisión
Se subdivide en las secciones: Apeninos umbros o umbro-marcanos y Apeninos abrucenses.

### Apeninos umbros
Los Apeninos umbros van desde la Bocca Trabaria o, según otros, de la Bocca Serriola va hasta el paso de Montereale, o, según otros, al paso de la Torrita, (entre Rieti y Ascoli Piceno), que pone en comunicación el valle del río Tronto con el del Velino.
Los Apeninos umbros no están constituidos por una sola cadena, de la cual se destacan los contrafuertes, sino más bien por un ramillete de cadenas que se extienden en sentido norte-oeste a sur-este. Estos se pueden reducir a cinco principales:
- Cadena occidental
- Cadena central o del Monte Catria
- Cadena oriental o del Monte San Vicino
- elipsoide de Cingoli
- Monte Conero, último pliegue apenínico hacia el este y el Monte Conero o Monte d'Ancona, que llega a tocar el mar formando el promontorio homónimo

### Apeninos abrucenses
Los Apeninos abrucenses van desde el paso de Montereale o, según otros, desde el paso de la Torrita a la Bocca di Forlì. Está formado por cadenas calcáreas ásperas.
- Cadena oriental - Es la más alta y se puede dividir en tres grupos:
  - Grupo septentrional de los Montes de la Laga entre el río Tronto y el Vomano con las cimas del Monte Gorzano (2458 m), Cima Lepri (2445 m), Pizzo di Sevo (2419 m) y Pizzo di Moscio (2411 m).
  - Grupo central o del Gran Sasso d'Italia, entre los valles del Vomano y del Aterno-Pescara. El Gran Sasso con el Monte Corno (2912 m) señala la máxima elevación apenínica.
  - Grupo meridional llamado de la Majella, entre los valles del Aterno-Pescara y del río Sangro.
- Cadena central - Comienza en el río Velino delante del macizo del Monte Terminillo, separando las aguas del Velino y del Aterno.
- Cadena occidental - Se puede dividir en tres partes:
  - El primer trecho, que toma el nombre de Montes Reatinos, está comprendido entre la Nera y su afluente Velino, con el Monte Terminillo.
  - El segundo trecho está formado por una cadena larga y no muy alta, que desde el Velino, siguiendo la dirección general sureste va hasta el río Liri, interrumpiéndose dos veces para dejar pasar el Salto y el Turano, afluente del Velino.
  - El tercer trecho comprende la Meta, crestería alta y fina, que se extiende desde el Sangro al Volturno. Tiene muchas cimas que sobrepasan los 2.000 metros como Monte Meta (2241 m) Monte Petroso (2247 m) y Monte Metuccia (2167 m).

## Montañas

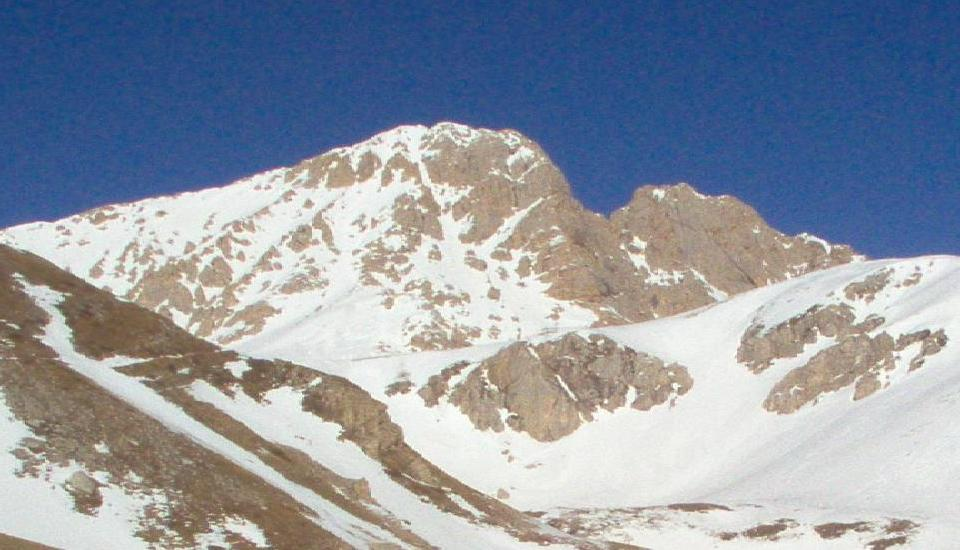
El Corno Grande, en el Gran Sasso d'Italia, cima de los montes Abruzos.

Las montañas principales de los Apeninos centrales sono:
- Corno Grande - 2.912 m
- Monte Amaro - 2.793 m
- Monte Velino - 2.486 m
- Monte Vettore - 2.476 m
- Monte Gorzano - 2.458 m
- Monte Sirente - 2.347 m
- Monte Terminillo - 2.217 m
- Monte Catria  - 1.702 m

## Reservas naturales
- Parque nacional de los Abruzos, Lacio y Molise
- Parque nacional de la Majella
- Parque nacional del Gran Sasso y Montes de la Laga
- Parque nacional de los Montes Sibilinos
- Parque regional Sirente Velino

- Datos: Q3620874